# Tigisis (Numidie)
Tigisis, également connue sous le nom de Tigisis en Numidie (pour la distinguer d'une autre Tigisis en Maurétanie Césarienne), était une ancienne ville fortifiée d'Afrique du Nord, située près de l'actuelle Aïn el-Bordj, à El Amiria (Wilaya de Oum el Bouaghi) en Algérie.

## Localisation et vestiges
La ville est située à 40 km au nord-ouest de la wilaya de Oum El Bouaghi. Elle est bordée au nord par la commune d'Aïn Abid, à l'est par les communes d'Aïn Diss et de Tamlouka(relevant de la wilaya de Guelma), à l'ouest par la ville antique de Sigus, et au sud par la vaste plaine d'El-Bahaïra.
Elle est à proximité de Lambèse (Lambaesis) et de Timgad (Thamugadi), deux importantes cités romaines de la province de Numidie.
Tigisis faisait partie du système défensif romain et jouait un rôle stratégique dans la région. Ses vestiges offrent des indices précieux sur l'urbanisme et l'infrastructure militaire romaine en Afrique du Nord. Elle a été construite sur une colline élevée et fortifiée par des remparts pour se protéger des attaques. De nombreuses civilisations anciennes ont marqué cette région, notamment les Phéniciens, les Numides, les Romains et les civilisations islamiques. Certains historiens pensent qu'elle a été fondée par les Phéniciens, parmi eux l'historien Procope de Césarée, qui mentionne le passage de la civilisation phénicienne dans cette région. Il fonde son affirmation sur des inscriptions phéniciennes découvertes sur place.

## Histoire
Sous l'Empire romain, Tigisis était une colonie romaine dans la province romaine de la Numidie.
Le récit de Procope de Césarée dans son livre "Histoire de la guerre des Vandales" mentionne une ancienne inscription en langue punique près de la ville, qui disait : « Nous avons fui ici face à Josué, fils de Noun ». Cela pourrait être la plus ancienne référence à son identité nationale.
L'empereur Justinien fit fortifier Tigisis avec un mur et quatorze tours. Connue sous le nom de Tījis pendant l'Âge d'or de l'Islam, la ville fut capturée par une force berbère des Ketamas dirigée par Abu Abd Allah ach-Chi'i durant l'hiver 907-908, lors de sa campagne contre l'émir Aghlabide à Kairouan. Avançant vers l'est le long de la plus septentrionale des deux principales routes romaines menant à Kairouan, l'armée d'Abu Abdallah assiégea Tījis et finit par obtenir la reddition de la garnison aghlabide de 500 hommes en échange d'un passage sûr.
Tījis fut ensuite impliquée dans la fondation de la dynastie hammadide. En 1014, l'émir ziride Badis ben Mansur désigna son fils Al-Muizz ben Badis comme prince héritier et successeur au trône. Cherchant à créer une principauté pour al-Mansur, Badis exigea que son gouverneur, Hammad ibn Bologhine, lui remette les villes de Tījis et de Constantine. Hammad refusa et déclara son indépendance en remplaçant le nom du calife Fatimide du Caire par celui du calife abbasside de Bagdad dans la khutba.

## Diocèse
La ville de Tigisis était le siège d'un évêché durant les époques romaine, vandale et byzantine. La persécution sous Dioclétien semble avoir atteint son apogée à Tigisis en février 304. 
Bien que le diocèse ait cessé de fonctionner au début du VIIe siècle, un siège titulaire (latin : Tigistanus in Numidia; italien : Tigisi di Numidia) a été établi par l'Église catholique en 1933.

### Évêques
- Trois évêques de cette ville nous sont connus depuis l’Antiquité :
  - Secundus de Tigisi (fl. 303–312), Donatiste Primat de Numidie[7].
  - Gaudentius 411, Donatiste
  - Domnicosus 484, Catholique[8].

- Les évêques titulaires sont :
  - Michel Coppenrath (16 février 1968 – 5 mars 1973)
  - Mogale Paul Nkhumishe (en) (5 novembre 1981 – 9 janvier 1984)
  - Aldo Maria Lazzarín Stella (en) (15 mai 1989 – 16 octobre 2010)
  - Peter Comensoli (en) (20 avril 2011 – 20 novembre 2014)[6]
  - Denis Jachiet (25 juin 2016 – présent)